# Barytatocephalus mocsaryi
Barytatocephalus mocsaryi är en stekelart som först beskrevs av Brauns 1895.  Barytatocephalus mocsaryi ingår i släktet Barytatocephalus och familjen brokparasitsteklar. Inga underarter finns listade.